# Theo Pinson
Theophilus Alphonso Pinson, né le 5 novembre 1995 à Greensboro en Caroline du Nord, est un joueur américain de basket-ball. Il mesure 1,96 m et évolue au poste d'arrière.

## Biographie
Pinson joue au basket-ball au lycée pour la Wesleyan Christian Academy à High Point. Il est nommé McDonald’s All-American en dernière année. À l’été 2011, Pinson est nommé dans l’équipe des U16 des États-Unis, avec lesquels il remporte la médaille d'or.

### Carrière universitaire
La carrière universitaire, aux Tar Heels de la Caroline du Nord, de Pinson est marquée par des blessures car il se casse le cinquième métatarse au pied gauche et rate 14 matchs de sa saison de première année. Sa deuxième saison se déroule sans blessures.
Sur le terrain, la passe, la défense et le leadership de Pinson jouent un rôle clé dans la course des Tar Heels aux Final Four. Pinson est également reconnu comme un facteur positif dans les vestiaires de son équipe. Pendant le tournoi de 2017, année du titre des Tar Heels, le jeu de Pinson aide l’équipe à vaincre Kentucky lors de la finale régionale du Sud. Comme senior, il obtient en moyenne 10,3 points, 6,5 rebonds et 5,1 passes décisives en 29,7 minutes par match.

### NBA

#### Nets de Brooklyn (2018-2020)
Le 21 juin 2018, lors de la draft 2018 de la NBA, automatiquement éligible, il n'est pas sélectionné. Pinson rejoint alors les Nets de Brooklyn pour la NBA Summer League 2018. Ses statistiques sont de 11,2 points, 4,0 rebonds et 2,2 passes décisives par match en cinq matchs. Le 6 août 2018, Pinson signe un contrat de camp d’entraînement avec les Nets, puis un two-way contract  pour la saison 2018-2019. Selon les termes de l’accord, son temps est partagé entre les Nets et leur filiale de NBA G League, les Nets de Long Island.
Pinson fait ses débuts en NBA le 20 octobre 2018, dans une défaite 132-112 contre les Pacers de l'Indiana, marquant deux points avec un rebond et deux passes décisives en six minutes. Le 10 avril 2019, les Nets convertissent le two-way contract de Pinson en un contrat NBA complet. Le 15 avril, Pinson fait ses débuts en playoffs NBA en marquant 9 points.
Le 8 juillet 2019, les Nets signent un contrat de deux ans, après avoir annulé leur offre qualificative à Pinson le 6 juillet.
En décembre 2019, Pinson commence à obtenir plus de minutes pour les Nets en raison d’une blessure au tendon d’Achille de David Nwaba. Le 4 février 2020, Pinson marqué 32 points avec neuf rebonds, trois passes décisives et deux interceptions en G League, alors que les Nets de Long Island battent le Herd du Wisconsin, 117-110.
Le 23 juin 2020, les Nets de Brooklyn coupent Pinson.

#### Knicks de New York (2020-2021)
Il est récupéré le 26 juin 2020 par les Knicks de New York. Mais en novembre, les Knicks ne conservent pas Pinson. Ils lui font signer un contrat two-way le 29 novembre 2020.

#### Mavericks de Dallas (depuis décembre 2021)
Le 20 décembre 2021, il signe 10 jours en faveur des Mavericks de Dallas. Le 11 janvier 2022, il signe un contrat two-way en faveur de la franchise du Texas.

## Palmarès

### En équipe nationale
- Médaille d'or au Championnat du monde U16 en 2011.

### NCAA
- Champion NCAA en 2017.

## Statistiques

### Universitaires
| Saison    | Équipe         | Matchs | Titul. | Min./m | % Tir | % 3pts | % LF | Rbds/m. | Pass/m. | Int/m. | Ctr/m. | Pts/m. |
| --------- | -------------- | ------ | ------ | ------ | ----- | ------ | ---- | ------- | ------- | ------ | ------ | ------ |
| 2014-2015 | North Carolina | 24     | 1      | 12.5   | .368  | .269   | .611 | 3.0     | 1.5     | .6     | .2     | 2.8    |
| 2015-2016 | North Carolina | 40     | 7      | 18.7   | .420  | .290   | .636 | 3.2     | 2.9     | .6     | .3     | 4.8    |
| 2016-2017 | North Carolina | 21     | 13     | 23.8   | .381  | .237   | .702 | 4.6     | 3.7     | .9     | .2     | 6.1    |
| 2017-2018 | North Carolina | 37     | 37     | 29.7   | .473  | .226   | .818 | 6.5     | 5.1     | 1.1    | .5     | 10.3   |
| Carrière  | Carrière       | 122    | 58     | 21.7   | .431  | .257   | .734 | 4.4     | 3.4     | .8     | .3     | 6.3    |

### NBA

#### Saison régulière
| Saison    | Équipe   | Matchs | Titul. | Min./m | % Tir | % 3pts | % LF | Rbds/m. | Pass/m. | Int/m. | Ctr/m. | Pts/m. |
| --------- | -------- | ------ | ------ | ------ | ----- | ------ | ---- | ------- | ------- | ------ | ------ | ------ |
| 2018-2019 | Brooklyn | 18     | 0      | 11.7   | .342  | .261   | .864 | 2.0     | 1.2     | .3     | .0     | 4.5    |
| 2019-2020 | Brooklyn | 33     | 0      | 11.1   | .290  | .188   | .938 | 1.6     | 1.7     | .5     | .1     | 3.6    |
| Carrière  | Carrière | 51     | 0      | 11.3   | .307  | .214   | .895 | 1.8     | 1.5     | .4     | .1     | 3.9    |

#### Playoffs
| Saison   | Équipe   | Matchs | Titul. | Min./m | % Tir | % 3pts | % LF | Rbds/m. | Pass/m. | Int/m. | Ctr/m. | Pts/m. |
| -------- | -------- | ------ | ------ | ------ | ----- | ------ | ---- | ------- | ------- | ------ | ------ | ------ |
| 2019     | Brooklyn | 3      | 0      | 7.3    | .375  | .429   | -    | 1.0     | 1.0     | 0.7    | .0     | 3.0    |
| Carrière | Carrière | 3      | 0      | 7.3    | .375  | .429   | -    | 1.0     | 1.0     | 0.7    | .0     | 3.0    |

### NBA Gatorade League
| Saison    | Équipe      | Matchs | Titul. | Min./m | % Tir | % 3pts | % LF | Rbds/m. | Pass/m. | Int/m. | Ctr/m. | Pts/m. |
| --------- | ----------- | ------ | ------ | ------ | ----- | ------ | ---- | ------- | ------- | ------ | ------ | ------ |
| 2018-2019 | Long Island | 34     | 34     | 35.6   | .446  | .385   | .844 | 5.9     | 6.1     | .9     | .7     | 20.7   |
| 2019-2020 | Long Island | 9      | 9      | 32.0   | .426  | .377   | .722 | 6.8     | 5.0     | 1.1    | .7     | 15.3   |
| Carrière  | Carrière    | 43     | 43     | 34.8   | .442  | .384   | .829 | 6.1     | 5.9     | 1.0    | .7     | 19.6   |

## Records sur une rencontre en NBA
Les records personnels de Theo Pinson en NBA sont les suivants, :
| Type de statistique        | Saison régulière | Saison régulière          | Saison régulière | Playoffs | Playoffs                | Playoffs      |
| Type de statistique        | Record           | Adversaire                | Date             | Record   | Adversaire              | Date          |
| -------------------------- | ---------------- | ------------------------- | ---------------- | -------- | ----------------------- | ------------- |
| Points                     | 23               | Spurs de San Antonio      | 9 avril 2023     | 9        | @ 76ers de Philadelphie | 15 avril 2019 |
| Paniers marqués            | 5                | Spurs de San Antonio      | 9 avril 2023     | 3        | @ 76ers de Philadelphie | 15 avril 2019 |
| Paniers tentés             | 16               | Spurs de San Antonio      | 9 avril 2023     | 5        | @ 76ers de Philadelphie | 15 avril 2019 |
| Paniers à 3 points réussis | 5                | Spurs de San Antonio      | 9 avril 2023     | 3        | @ 76ers de Philadelphie | 15 avril 2019 |
| Paniers à 3 points tentés  | 10               | Spurs de San Antonio      | 9 avril 2023     | 4        | @ 76ers de Philadelphie | 15 avril 2019 |
| Lancers francs réussis     | 6                | Knicks de New York        | 25 janvier 2019  | -        | -                       | -             |
| Lancers francs tentés      | 6                | 3 fois                    | 3 fois           | -        | -                       | -             |
| Rebonds offensifs          | 2                | 4 fois                    | 4 fois           | -        | -                       | -             |
| Rebonds défensifs          | 11               | Spurs de San Antonio      | 9 avril 2023     | 2        | @ 76ers de Philadelphie | 15 avril 2019 |
| Rebonds totaux             | 13               | Spurs de San Antonio      | 9 avril 2023     | 2        | @ 76ers de Philadelphie | 15 avril 2019 |
| Passes décisives           | 12               | Spurs de San Antonio      | 9 avril 2023     | 3        | @ 76ers de Philadelphie | 15 avril 2019 |
| Interceptions              | 4                | Timberwolves du Minnesota | 21 décembre 2021 | 1        | 2 fois                  | 2 fois        |
| Contres                    | 1                | 6 fois                    | 6 fois           | -        | -                       | -             |
| Balles perdues             | 4                | @ Raptors de Toronto      | 14 décembre 2019 | 1        | @ 76ers de Philadelphie | 23 avril 2019 |
| Minutes jouées             | 28               | @ Bucks de Milwaukee      | 29 décembre 2018 | 10       | @ 76ers de Philadelphie | 15 avril 2019 |

- Double-double : 1
- Triple-double : 1

Dernière mise à jour : 9 avril 2023